# テレビ東京日曜9時連続ドラマ
テレビ東京系列日曜夜9時連続ドラマ（てれびとうきょうけいれつにちようよるくじれんぞくどらま）は、テレビ東京系列で1989年10月～1992年9月まで毎週日曜日の21:00～21:54に放送されていたテレビドラマおよび時代劇の枠である。

## 概要
テレビ北海道が開局した1989年10月、それまで放送されていた『日曜ビッグスペシャル』が19時台に繰り上がったことに伴い、このドラマ枠が立ち上げられた。枠設立から1年間は「ウッチャンナンチャンのコンビニエンス物語」に代表されるような若者向けの作品が多かったが、「月影兵庫あばれ旅」以降は時代劇枠となり、「海風をつかまえて」からは再び一般向け作品が続いた。現代劇は全5～6話の所謂「半クール」作品が主だった。
1992年10月よりバラエティ番組『浅草橋ヤング洋品店』がこの時間帯に移動したことに伴い廃枠。テレビ東京のプライムタイムにおける連続ドラマは1995年10月開始の『クリスマスキス〜イブに逢いましょう』まで3年間のブランクが生じた。

### 枠の名称
1989年10月～1990年5月の「-コンビニエンス物語」までは「ドラマ青春シリーズ」、さらに1990年4月開始の「-コンビニエンス物語」から1990年9月および1992年4月からは「ドラマ21」という枠称で放送されていた(TVガイド1992年3月27日号87頁参照)。よって「-コンビニエンス物語」では枠称が重複していたようである。1991年10月～1992年3月に関しては未詳。

## 作品

### 1989年
- 妻をめとらば（柳沢きみお原作）
- あいつがとまらない!

### 1990年
- 優しいだけがオトコじゃない
- マザコン刑事の事件簿
- ウッチャンナンチャンのコンビニエンス物語
- ぼくが医者をやめた理由
- カサブランカ物語
- 女キャスター物語（林真理子『幕は降りたのだろうか』のドラマ化）※ここまで現代劇枠
- 月影兵庫あばれ旅（第2シリーズ）※ここから時代劇枠

### 1991年
- 女無宿人 半身のお紺
- 幕府お耳役檜十三郎
- おらんだ左近秘剣帳※ここまで時代劇枠
- 海風をつかまえて※現代劇枠再開
- 君だけにメリークリスマス

### 1992年
- パパと呼ばせて!
- 派遣OL恋物語
- 恋は翼にのって
- 幸せになりたい!平成嵐山一家（若林健次原作）
- 昨日の私にサヨナラを

| テレビ東京系 日曜21時台                                                         | テレビ東京系 日曜21時台                          | テレビ東京系 日曜21時台                                        |
| 前番組                                                                          | 番組名                                           | 次番組                                                         |
| ------------------------------------------------------------------------------- | ------------------------------------------------ | -------------------------------------------------------------- |
| 日曜ビッグスペシャル （1976.7 - 1989.9） ※20:00 - 21:54 【1時間繰り上げて継続】 | テレビ東京日曜9時連続ドラマ （1989.10 - 1992.9） | 浅草橋ヤング洋品店 （1992.10 - 1995.9） 【火曜21時台から移動】 |